# Alucita euscripta
Alucita euscripta là một loài bướm đêm thuộc họ Alucitidae. Loài này có ở Madagascar.